# FC Porto
Der Futebol Clube do Porto, kurz FC Porto oder auch nur Porto, ist ein portugiesischer Sportverein. Er wurde am 28. September 1893 gegründet und ist in der Hafenstadt Porto beheimatet.
Neben Fußball betreibt der Verein die weiteren Sportabteilungen Leichtathletik, Basketball, Billard, Boxen, Camping, Schach, Angeln, Handball, Karate, Motorsport, Rollhockey, Behindertensport, Schwimmen und Gewichtheben.

## Geschichte des Gesamtvereins
Gegründet wurde der Verein am 28. September 1893 als Football Club do Porto. Im August 1906 wurde der Verein umbenannt in FC Porto und um Sportarten wie Leichtathletik, Cricket, Boxen und Schwimmen erweitert. Weitere Abteilungen wurden gegründet, so 1910 Gymnastik, 1926 Basketball und Hockey, 1928 Rugby, 1932 Handball, 1932 Tischtennis, 1940 Billard und Sportangeln, 1943 Volleyball, 1945 Radsport, 1951 Klettern und 1955 Eishockey.
Nach anfänglich sehr erfolgreichen Zeiten im Fußball waren es in den 1960er und 1970er Jahren hauptsächlich die Abteilungen Handball und Radrennsport, die die Liste der gewonnenen Titel erweiterten. Im Jahr 1960 wurde die Abteilung Motorsport und 1967 Schach gegründet.
Das Jahr 1979 brachte einige Rückschritte mit sich: Nachdem die Abteilungen Tischtennis und Rugby aufgelöst worden waren, musste auch die Abteilung Handball schließen. In 40 Spielzeiten waren dieser Mannschaft 28 Meisterschaften gelungen, ein bis in die Gegenwart unübertroffener Rekord in Portugal.
Im Jahr 1982 wurde der erste internationale Titel (Europapokal) im Hockey gewonnen. Dies wurde 1986 und 1990 wiederholt. Ebenso entwickelte sich die Leichtathletikabteilung (siehe Aurora Cunha oder Rosa Mota).

## Vereinswappen
Das Vereinswappen des FC Porto bestand zu Beginn aus nur einem Ball mit dem Schriftzug FCP. Im Oktober 1922 fügte der damalige Spieler des Vereines Augusto Baptista Ferreira (auch bekannt als Simplício) das damalige Stadtwappen der Stadt Porto hinzu. Das neue Emblem besteht aus einem viergeteilten Schild und zeigt im oberen linken und im unteren rechten Viertel das ehemalige königliche Wappen der portugiesischen Monarchie und im oberen rechten und im unteren linken Viertel das ehemalige Wappen der Stadt. Im Mittelpunkt des viergeteilten Schildes befindet sich ein Herz, als Symbol für das Herz von Peter IV. symbolisiert, welches in einer Urne in der Igreja da Lapa liegt. Der Schild wird vom Großkreuz des Turm- und Schwertordens umgeben. Über dem Schild befindet sich die königliche Krone mit einem Drachen, der einen Band um den Hals trägt, auf dem das Wort Invicta steht. Der Titel Invicta wurde der Stadt durch Königin Maria II. verliehen. Im Jahr 2005 wurde das Logo etwas modernisiert.

1910–1922
1922–2005
Seit 2005

## Fußball
Die Profi-Fußballmannschaft spielt in der ersten portugiesischen Liga, das Heimstadion heißt Estádio do Dragão und wurde 2003 als Austragungsort für die Fußball-Europameisterschaft 2004 erbaut. Mit je zwei Siegen im Landesmeisterpokal bzw. der UEFA Champions League und im UEFA-Pokal bzw. in der UEFA Europa League gehört der Verein zu den erfolgreichsten Fußballmannschaften Europas.

### Geschichte

#### Anfänge

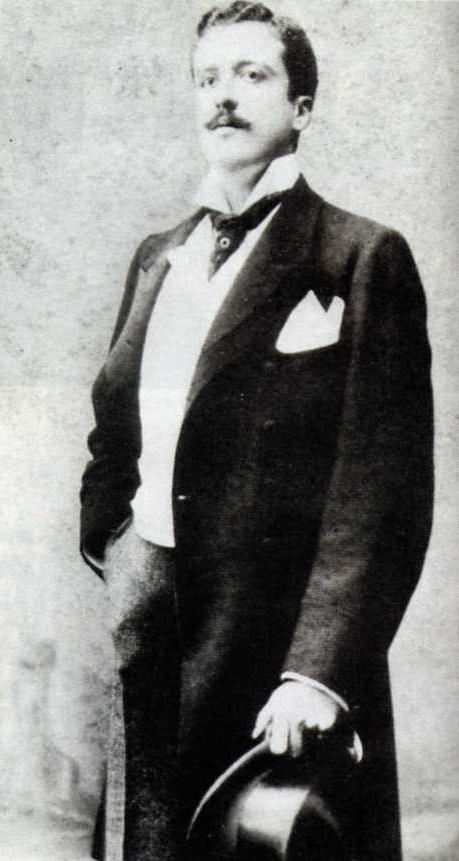
António Nicolau d’Almeida

Gegründet wurde der Verein am 28. September 1893 als Football Club do Porto. Maßgeblich beteiligt war António Nicolau d’Almeida, ein lokaler Weinhändler, der diesen Sport bei seinen Reisen nach England kennengelernt hatte. Der neue Verein trat sofort in Rivalität zum zuvor gegründeten Klub aus Lissabon, der vom portugiesischen König Dom Carlos protegiert wurde. Die erste Begegnung am 2. März 1894 – bereits unter regem Medieninteresse – in Porto endete 0:1 und war Anfangspunkt einer späteren regen Derby-Geschichte. Kurz darauf schraubte d’Almeida sein Engagement für den Verein zurück, weil seine Verlobte ihn darum gebeten hatte, da ihr der Sport zu grob und gewalttätig erschien. Nach seinem Weggang wurde es zunächst ruhig um den Klub. Erst zwölf Jahre später, 1906, wurde durch José Monteiro da Costa und seine Helfer der Verein weiterentwickelt. Durch den Einsatz von Monteiro de Campo etablierte sich der FC Porto zu einer festen Größe in Portugal. Im selben Jahr wurde das Spielfeld Campo da Rua da Rainha eingeweiht, der erste Rasenplatz des Landes. 1907 wurde hier das erste internationale Spiel gegen den spanischen Verein Real Fortuna de Vigo, ausgetragen, und 1908 reiste der Porto zu seiner ersten Auslandspartie, ebenso in Vigo.

#### Erste Erfolge
| FC Porto in der SuperLiga |       |        |
| Saison                    | Platz | Punkte |
| 1934/35                   | 1/8   | 22     |
| 1935/36                   | 2/8   | 20     |
| 1936/37                   | 4/8   | 14     |
| 1937/38                   | 2/8   | 23     |
| 1938/39                   | 1/8   | 23     |
| 1939/40                   | 1/10  | 34     |
| 1940/41                   | 2/8   | 20     |
| 1941/42                   | 4/12  | 28     |
| 1942/43                   | 7/10  | 14     |
| 1943/44                   | 4/10  | 23     |
| 1944/45                   | 4/10  | 20     |
| 1945/46                   | 6/12  | 20     |
| 1946/47                   | 3/14  | 33     |
| 1947/48                   | 5/14  | 36     |
| 1948/49                   | 4/14  | 33     |
| 1949/50                   | 5/14  | 26     |

Der erste offizielle Titel als nordportugiesischer Meister wurde 1912 errungen; eine nationale Liga existierte noch nicht. Im selben Jahr zog der Verein in das Stadion Campo da Constituição um, was eine wesentliche Verbesserung der Trainingsbedingungen mit sich brachte. Als Konsequenz stieg auch das sportliche Nivea; diese Entwicklung gipfelte im Gewinn der ersten ausgetragenen portugiesischen Meisterschaft 1934. Im selben Jahr entwarf der Spieler Augusto Baptista Ferreira (genannt Simplício), der hauptberuflich Grafiker war, das ursprüngliche Vereinswappen. Dieses wurde seitdem im Wesentlichen nicht mehr verändert.
Der FC Porto verzeichnete 1945 etwa 8000 zahlende Mitglieder, eine damals für portugiesische Verhältnisse große Zahl. Die Anzahl der Mitglieder und Sportler stieg immer weiter an, und die Platzmöglichkeiten wurden immer knapper. Deswegen wurde mit der Planung eines neuen Stadions begonnen, das jedoch erst 15 Jahre später realisiert werden konnte. Deswegen wurde auf alternative Sportstätten befreundeter Verein wie Sport Progresso in Amial oder Académico FC (Estádio do Lima) ausgewichen. Das neue Stadion wurde 1952 als „Estádio do Futebol Clube do Porto“ eingeweiht, aber bekannt geworden ist es als Estádio das Antas. Ursprünglich als reines Fußballstadion gebaut, entwickelte sich die Spielstätte zu einer echten Sportstätte, die auch von anderen Sportarten genutzt werden konnte.

#### Phase der Stagnation
| FC Porto in der SuperLiga |       |        |
| Saison                    | Platz | Punkte |
| 1950/51                   | 2/14  | 34     |
| 1951/52                   | 3/14  | 36     |
| 1952/53                   | 4/14  | 36     |
| 1953/54                   | 2/14  | 36     |
| 1954/55                   | 4/14  | 30     |
| 1955/56                   | 1/14  | 43     |
| 1956/57                   | 2/14  | 40     |
| 1957/58                   | 2/14  | 43     |
| 1958/59                   | 1/14  | 41     |
| 1959/60                   | 4/14  | 30     |
| 1960/61                   | 3/14  | 33     |
| 1961/62                   | 2/14  | 41     |
| 1962/63                   | 2/14  | 42     |
| 1963/64                   | 2/14  | 40     |
| 1964/65                   | 2/14  | 37     |
| 1965/66                   | 3/14  | 34     |
| 1966/67                   | 3/14  | 39     |
| 1967/68                   | 3/14  | 36     |
| 1968/69                   | 2/14  | 37     |
| 1969/70                   | 9/14  | 22     |

Im Fußball lag die letzte (und einzige) Meisterschaft bereits einige Zeit zurück. Diese relative Trockenzeit wurde im Jahr 1956 beendet, in dem neben der Meisterschaft auch der Pokal gewonnen und somit das erste Double erreicht wurde. Die Meisterschaft wurde erneut im Jahre 1959 gewonnen, an die sich jedoch 18 erfolglose Spielzeiten anschlossen.
| FC Porto in der SuperLiga |       |        |
| Saison                    | Platz | Punkte |
| 1970/71                   | 3/14  | 37     |
| 1971/72                   | 5/16  | 33     |
| 1972/73                   | 4/16  | 37     |
| 1973/74                   | 4/16  | 43     |
| 1974/75                   | 2/16  | 44     |
| 1975/76                   | 4/16  | 39     |
| 1976/77                   | 3/16  | 41     |
| 1977/78                   | 1/16  | 51     |
| 1978/79                   | 1/16  | 50     |
| 1979/80                   | 2/16  | 50     |

Im Jahr 1978 konnte endlich wieder eine Meisterschaft gewonnen werden. Dieser Erfolg ist eng mit zwei Namen verknüpft: zum einen der Trainer José Maria Pedroto (der „Meister“), der moderne Trainingsmethoden im portugiesischen Fußball einführte, und zum anderen Jorge Nuno Pinto da Costa, damaliger Vorstand der Fußballabteilung. Letztgenannter machte später noch von sich zu reden.

#### Aufbruch zu neuen Ufern
| FC Porto in der SuperLiga |       |        |
| Saison                    | Platz | Punkte |
| 1980/81                   | 2/16  | 48     |
| 1981/82                   | 3/16  | 43     |
| 1982/83                   | 2/16  | 47     |
| 1983/84                   | 2/16  | 49     |
| 1984/85                   | 1/16  | 55     |
| 1985/86                   | 1/16  | 49     |
| 1986/87                   | 2/16  | 46     |
| 1987/88                   | 1/20  | 66     |
| 1988/89                   | 2/20  | 56     |
| 1989/90                   | 1/18  | 59     |

Der Antritt von Jorge Nuno Pinto da Costa als Vereinspräsident beim FC Porto kann als Wendepunkt in der Vereinsgeschichte angesehen werden. Dies machte sich aber erst langsam bemerkbar. Die Fußballmannschaft erreichte 1984 das Finale im Europapokal der Pokalsieger, musste sich aber Juventus Turin geschlagen geben. Drei Jahre darauf wurde der Europapokal der Landesmeister gegen den FC Bayern München in einem dramatischen Spiel gewonnen. Nachdem der FC Porto schon 0:1 zurückgelegen hatte, glich Rabah Madjer durch einen Hackentrick aus, bevor Juary Filho den Siegtreffer erzielte. Das Spiel um den Weltpokal wurde gegen Peñarol Montevideo gewonnen. Abgerundet wurde die Saison mit dem Gewinn des UEFA Super Cups gegen den niederländischen Verein Ajax Amsterdam. Auf nationaler Ebene begann eine Zeit der Dominanz, die bis dato anhält. In den 1990ern wurde z. B. die Meisterschaft achtmal gewonnen, dabei fünfmal in Folge. Mitverantwortlich hierfür war unter anderem Bobby Robson, der von 1993 bis 1996 als Coach angestellt war.
| FC Porto in der SuperLiga |       |        |
| Saison                    | Platz | Punkte |
| 1990/91                   | 2/20  | 67     |
| 1991/92                   | 1/18  | 56     |
| 1992/93                   | 1/18  | 54     |
| 1993/94                   | 2/18  | 52     |
| 1994/95                   | 1/18  | 62     |
| 1995/96                   | 1/18  | 84     |
| 1996/97                   | 1/18  | 85     |
| 1997/98                   | 1/18  | 77     |
| 1998/99                   | 1/18  | 79     |
| 1999/2000                 | 2/18  | 73     |

Auf internationaler Ebene konnte der Erfolg jedoch lange nicht wiederholt werden. Wie so oft später auch, wurden gute Spieler von finanzkräftigeren Vereinen abgeworben und mussten durch unerfahrene Spieler ersetzt werden. So wechselte der Kapitän Paulo Futre bereits 1987 zu Atlético Madrid und ebenso Rabah Madjer zum FC Valencia. Andere namhafte Spieler wie Mário Jardel, Benni McCarthy oder Alenitschew wurden beim FC Porto während der 1990er einem größeren Publikum bekannt.
Erst mit Trainer José Mourinho konnte man sich wieder in der europäischen Oberklasse etablieren.

#### Ära Mourinho bis heute

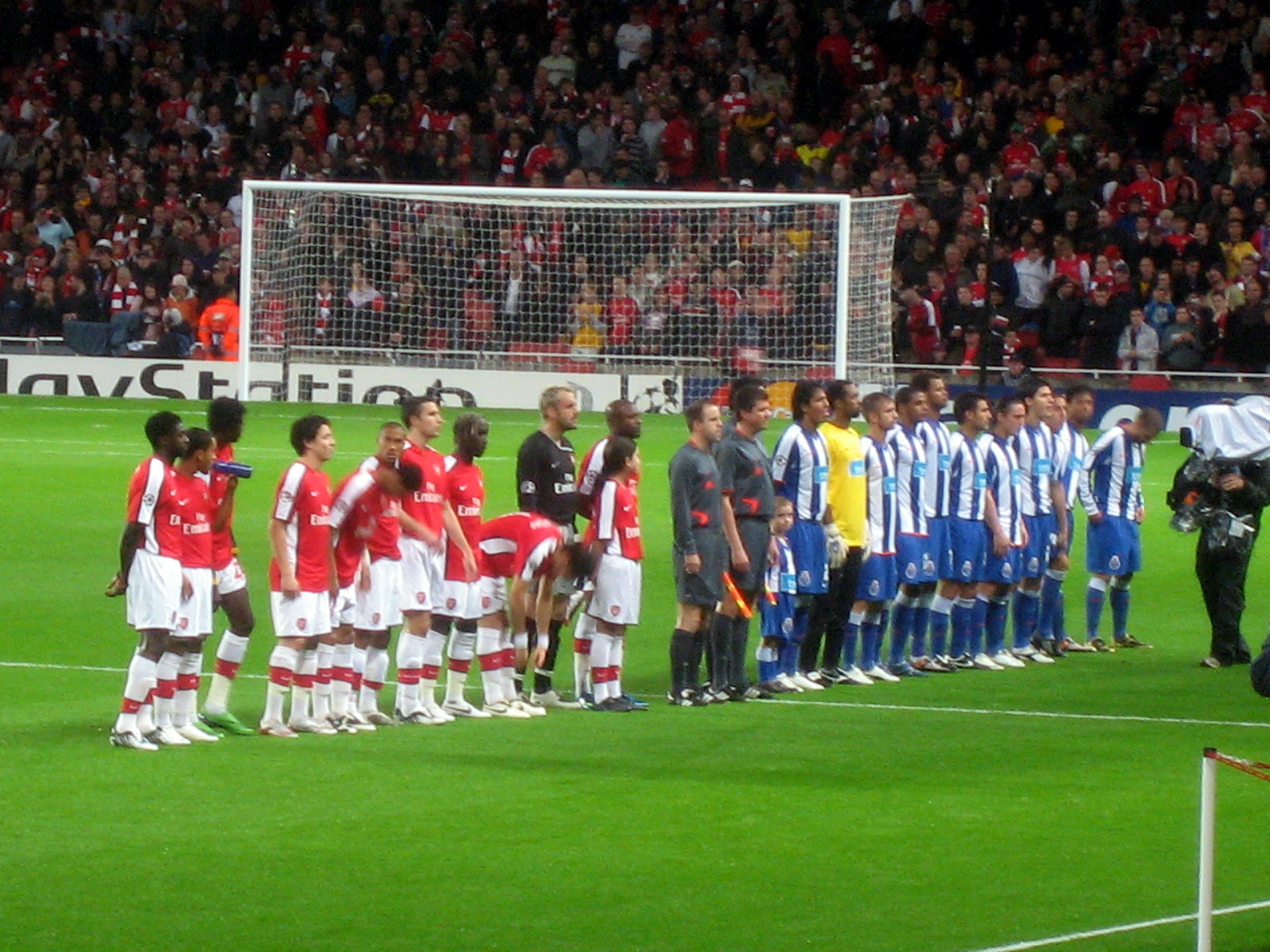
Mannschaft des FC Portos und des FC Arsenals vor einem Champions-League-Vorrundenspiel in der Saison 2008/09

| FC Porto in der SuperLiga |       |        |
| Saison                    | Platz | Punkte |
| 2000/01                   | 2/18  | 76     |
| 2001/02                   | 3/18  | 68     |
| 2002/03                   | 1/18  | 86     |
| 2003/04                   | 1/18  | 82     |
| 2004/05                   | 2/18  | 62     |
| 2005/06                   | 1/16  | 79     |
| 2006/07                   | 1/16  | 69     |
| 2007/08                   | 1/16  | 69     |
| 2008/09                   | 1/16  | 70     |
| 2009/10                   | 3/16  | 68     |
| 2010/11                   | 1/16  | 84     |
| 2011/12                   | 1/16  | 75     |
| 2012/13                   | 1/16  | 78     |
| 2013/14                   | 3/16  | 61     |
| 2014/15                   | 2/18  | 82     |
| 2015/16                   | 3/18  | 73     |
| 2016/17                   | 2/18  | 76     |
| 2017/18                   | 1/18  | 88     |

Mourinho begann sein Engagement als Trainer im Januar 2002, indem er radikale Neuerungen einführte. Er baute die damals unbekannten Spieler Deco und Ricardo Carvalho sowie den vom FC Barcelona zurückgekehrten Vítor Baía in die Mannschaft ein und formte so ein erfolgreiches Team, das 2003 neben der nationalen Meisterschaft den UEFA-Pokal gegen Celtic Glasgow gewinnen konnte. Ein Jahr später wurde dies mit dem Sieg im Champions-League-Endspiel gegen die AS Monaco in Gelsenkirchen mit 3:0 übertroffen. Die Mannschaft überzeugte und gewann im gleichen Jahr die portugiesische Meisterschaft und den portugiesischen Supercup. Gekrönt wurde die Saison mit dem Gewinn des Weltpokals gegen den kolumbianischen Verein Once Caldas (8:7 n. E.).
Während dieser erfolgreichen Zeit wurde mitten in der Stadt ein neues Stadion, das Estádio do Dragão, gebaut. Eingeweiht wurde es am 16. November 2003 bei einem Spiel gegen den FC Barcelona, das mit 2:0 gewonnen wurde. Das Stadion wurde auch Austragungsort der Eröffnungsfeier zur Fußball-Europameisterschaft 2004 und wird neben den Heimspielen des FC Porto auch für Spiele der portugiesischen Fußballnationalmannschaft oder andere Großveranstaltungen genutzt. Das alte Estádio das Antas wurde 2004 abgerissen.

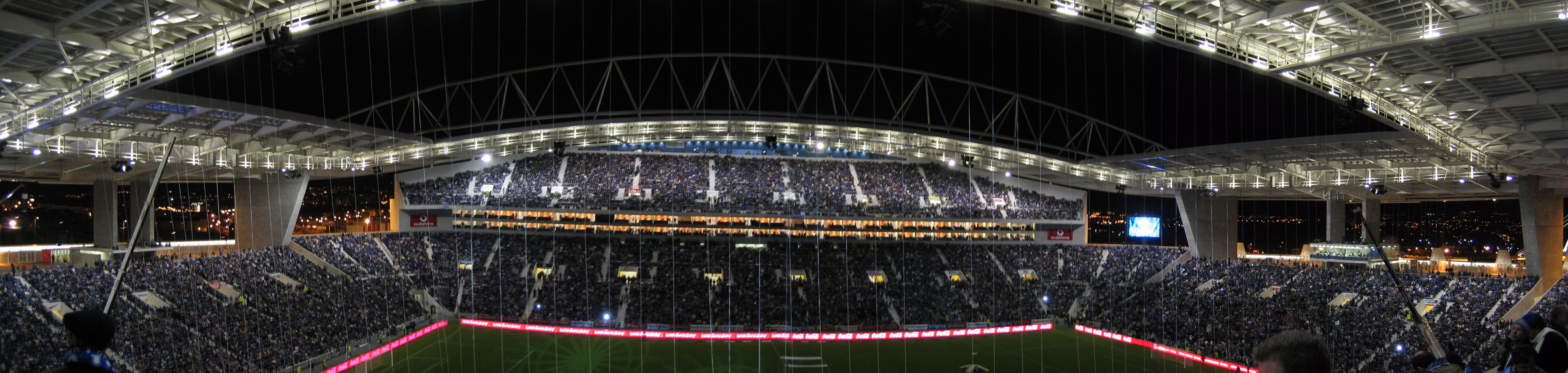
Das Estádio do Dragão bei Nacht.

Nach seinem Wechsel zum FC Chelsea konnte der Platz von Mourinho nicht gleichwertig besetzt werden. Auch die Abgänge von Schlüsselspielern wie Deco, Ricardo Carvalho und Ferreira konnten nicht aufgefangen werden. Mourinhos Nachfolger Luigi Delneri musste schon nach 22 Tagen wieder gehen, dessen Nachfolger Víctor Fernández konnte die hohen Erwartungen nur bedingt erfüllen und wurde am 19. Spieltag entlassen. Anschließend arbeitete José Couceiro bis zum Saisonende, konnte aber im Jahr nach dem Champions-League-Sieg weder diesen noch die Meisterschaft verteidigen. Im Mai 2005 wurde Co Adriaanse für die Saison 2005/06 als Trainer verpflichtet. Dieser verließ bereits nach einem Jahr den Verein, nachdem er das portugiesische Double gewonnen hatte. Als Nachfolger wurde Jesualdo Ferreira angestellt, der vom Stadtrivalen Boavista Porto im August 2006 abgeworben wurde. Diesem gelang es in drei aufeinanderfolgenden Spielzeiten, die Meisterschaft zu verteidigen, womit der FC Porto auch im neuen Jahrtausend die bestimmende Mannschaft in der Liga war (sechs Meisterschaften zwischen 2000 und 2010). Der Verein war als einzige portugiesische Mannschaft immer auch in der Champions League vertreten, über das Viertelfinale kam der FC Porto jedoch nicht hinaus. Als Folge des Schiedsrichterskandals 2003/04 wurde der Verein gemäß UEFA-Statuten für die Saison 2008/09 aus der Champions League ausgeschlossen. Zusätzlich wurden der Vereinspräsident Pinto da Costa von allen seinen Ämtern für mindestens zwei Jahre ausgeschlossen und eine Geldstrafe von 150.000 Euro verhängt. In einem Berufungsverfahren wurde der Ausschluss aus der Champions League 2008/09 zuerst vorläufig und später dann endgültig revidiert. Die anderen Strafen bleiben jedoch bestehen. Die Zulassung zur Champions League 2009/10 wurde ebenso erteilt.
Am 26. Mai 2010 entließ der Verein Jesualdo Ferreira, der den FC Porto zu drei Meisterschaften und zwei Pokalsiegen geführt hatte. In der Saison 2009/10 verfehlte der FC Porto den zweiten Platz in der Liga, der die Qualifikation für die Champions League bedeutet hätte. Somit war der Verein das erste Mal seit 2003 nicht mehr in der finanziell lukrativen Endrunde vertreten. Als neuer Trainer wurde André Villas-Boas verpflichtet, der als Co-Trainer unter José Mourinho bereits im Verein tätig gewesen war. Mit Villas-Boas gewann der FC Porto die Meisterschaft mit 21 Punkten Vorsprung auf den Erzrivalen Benfica, ohne dabei ein Spiel zu verlieren (zuletzt 1973 Benfica Lissabon), den Supercup und den Pokal mit einem 6:2 im Finale gegen Vitória Guimarães. Dazu gewann der FC Porto die Europa League am 18. Mai 2011 im ersten rein portugiesischen Finale. Gegner in Dublin war Sporting Braga, das mit 1:0 besiegt wurde. Trotz der erfolgreichen Saison trat Villas-Boas am 21. Juni 2011 zurück, um zum FC Chelsea wechseln zu können. Noch am gleichen Tag wurde Vítor Pereira, der zuvor Co-Trainer unter Villas-Boas gewesen war, neuer Cheftrainer. Der FC Porto war in der Liga saisonübergreifend 55 Spielen in Folge nicht mehr geschlagen worden und es fehlte nur noch ein Spiel zum Einstellung des Rekordes von Benfica. Die Serie endete nach 700 Tagen mit einem 1:3 beim Auswärtsspiel beim Gil Vicente FC am 29. Januar 2012. Die vorletzte Niederlage bescherte am 28. Februar 2010 Sporting Lissabon mit einem 3:0. Indes belegte der FC Porto in der Champions League in einer Gruppe mit Schachtar Donezk, Zenit St. Petersburg und APOEL Nikosia den dritten Tabellenplatz und spielte lediglich in der Europa League weiter. Dort schied der Titelverteidiger gegen Manchester City aus. Am Ende der Spielzeit verteidigte der FCP den portugiesischen Meistertitel. In der Champions League 2012/13 belegte der FC Porto in einer Gruppe mit Dinamo Zagreb, Paris Saint-Germain und Dynamo Kiew den zweiten Tabellenplatz. Im Achtelfinale schied man gegen den FC Málaga aus. In der Liga war der FC Porto bis zum vorletzten Spieltag Zweiter und wurde durch einen Sieg am letzten Spieltag zum dritten Mal nacheinander portugiesischer Meister. In der neuen Spielzeit wurde der FC Porto in der Gruppenphase der Champions League mit FK Austria Wien, Atlético Madrid und Zenit St. Petersburg Dritter und spielte in der Europa League weiter. Im Sechzehntelfinal setzte sich die Mannschaft gegen Eintracht Frankfurt durch und scheiterte im Achtelfinal am späteren Titelträger FC Sevilla. In der Meisterschaft musste man Benfica Lissabon den Vortritt lassen.
Ende April 2024 wurde André Villas-Boas zum Präsidenten des FC Porto bis 2028 gewählt. Er ersetzte Jorge Nuno Pinto da Costa, der das Amt 42 Jahre bekleidete. Villas-Boas erhielt 80,3 % der Stimmen.

### Personen im Verein

#### Aktueller Kader 2024/25
Stand: 16. Juni 2025
| Nr.        | Nat.        | Name              | Geburtstag         | im Verein seit | Vertrag bis |     |
| Tor        | Tor         | Tor               | Tor                | Tor            | Tor         | Tor |
| ---------- | ----------- | ----------------- | ------------------ | -------------- | ----------- | --- |
| 14         | Portugal    | Cláudio Ramos     | 16. November 1991  | 2020           | 2027        |     |
| 51         | Portugal    | Diogo Fernandes   | 17. Februar 2005   | 2023           | 2028        |     |
| 91         | Portugal    | Gonçalo Ribeiro   | 15. Januar 2006    |                |             |     |
| 94         | Brasilien   | Samuel Portugal   | 29. März 1994      | 2022           | 2027        |     |
| 99         | Portugal    | Diogo Costa       | 19. September 1999 | 2019           | 2027        |     |
| Abwehr     |             |                   |                    |                |             |     |
| 03         | Portugal    | Tiago Djaló       | 9. April 2000      | 2024           | 2025        |     |
| 04         | Brasilien   | Otávio            | 21. April 2002     | 2024           | 2028        |     |
| 05         | Spanien     | Iván Marcano      | 23. Juni 1987      | 2019           | 2025        |     |
| 12         | Nigeria     | Zaidu Sanusi      | 13. Juli 1997      | 2020           | 2027        |     |
| 23         | Portugal    | João Mário        | 3. Januar 2000     | 2020           | 2027        |     |
| 24         | Argentinien | Nehuén Pérez      | 24. Juni 2000      | 2024           | 2025        |     |
| 52         | Portugal    | Martim Fernandes  | 18. Januar 2006    | 2022           | 2028        |     |
| 74         | Portugal    | Francisco Moura   | 16. August 1999    | 2024           | 2029        |     |
| 97         | Portugal    | Zé Pedro          | 6. Juni 1997       | 2023           | 2027        |     |
| Mittelfeld |             |                   |                    |                |             |     |
| 06         | Kanada      | Stephen Eustáquio | 21. März 1991      | 2019           | 2027        |     |
| 08         | Serbien     | Marko Grujić      | 13. April 1996     | 2022           | 2026        |     |
| 10         | Portugal    | Fábio Vieira      | 30. Mai 2000       | 2024           | 2025        |     |
| 15         | Portugal    | Vasco Sousa       | 3. April 2003      | 2024           | 2027        |     |
| 17         | Spanien     | Gabri Veiga       | 27. Mai 2002       | 2025           | 2030        |     |
| 20         | Portugal    | André Franco      | 12. April 1998     | 2022           | 2027        |     |
| 22         | Argentinien | Alan Varela       | 4. Juli 2001       | 2023           | 2030        |     |
| 25         | Argentinien | Tomás Pérez       | 26. August 2005    | 2025           | 2029        |     |
| 68         | Portugal    | André Oliveira    | 1. Oktober 2005    | 2024           | 2030        |     |
| Sturm      |             |                   |                    |                |             |     |
| 07         | Brasilien   | William Gomes     | 15. März 2006      | 2025           | 2029        |     |
| 09         | Spanien     | Samu Omorodion    | 5. Mai 2004        | 2024           | 2029        |     |
| 11         | Brasilien   | Pepê              | 24. Februar 1997   | 2021           | 2027        |     |
| 19         | Kamerun     | Danny Namaso      | 28. August 2000    | 2020           | 2028        |     |
| 27         | Turkei      | Deniz Gül         | 2. Juli 2004       | 2024           | 2029        |     |
| 47         | Spanien     | Ángel Alarcón     | 15. Mai 2004       | 2024           | 2025        |     |
| 49         | Portugal    | Gonçalo Sousa     | 30. Juni 2006      | 2023           | 2027        |     |
| 70         | Portugal    | Gonçalo Borges    | 29. März 2001      | 2020           | 2027        |     |
| 86         | Portugal    | Rodrigo Mora      | 5. Mai 2007        | 2024           | 2030        |     |

#### Präsidenten
| Zeitraum  | Präsident                 |
| --------- | ------------------------- |
| 1893      | António Nicolau d’Almeida |
| 1907–1910 | José Monteiro da Costa    |
| 1911      | Guilherme Carmos Pacheco  |
| 1912–1913 | Joaquim Pereira da Silva  |
| 1914–1915 | António Borges D’Avelar   |
| 1916      | António Martins Ribeiro   |
| 1917–1919 | Henrique Mesquita         |
| 1920–1921 | António Pinto Faria       |
| 1922      | Eurico Brites             |
| 1923–1925 | Domingos Almeida Soares   |
| 1926      | Afonso Freire Themudo     |
| 1927      | Sebastião Ferreira Mendes |
| 1928      | Urgel Horta               |

| Zeitraum  | Präsident                    |
| --------- | ---------------------------- |
| 1929      | Tenente Augusto Sequeira     |
| 1930      | Eduardo Drumont Villares     |
| 1931      | António Augusto Figueiredo   |
| 1932–1933 | Sebastião Ferreira Mendes    |
| 1934–1935 | Eduardo Drumont Villares     |
| 1936–1937 | Carlos Teixeira Costa Júnior |
| 1938–1939 | Ângelo César                 |
| 1940      | Augusto Pires de Lima        |
| 1941–1942 | José Sousa Barcellos         |
| 1943      | Luís Ferreira Alves          |
| 1944–1947 | Cesário Bonito               |
| 1948      | Júlio Ribeiro Campos         |
| 1949      | Miguel Pereira               |

| Zeitraum  | Präsident                      |
| --------- | ------------------------------ |
| 1950      | Júlio Ribeiro Campos           |
| 1951–1953 | Urgel Horta                    |
| 1954      | José Carvalho Moreira de Sousa |
| 1955–1956 | Cesário Bonito                 |
| 1957–1958 | Paulo Pombo                    |
| 1959–1960 | Luís Ferreira Alves            |
| 1961–1964 | Nascimento Cordeiro            |
| 1965–1966 | Cesário Bonito                 |
| 1967–1971 | Afonso Pinto Magalhães         |
| 1972–1982 | Américo Gomes de Sá            |
| 1982–2024 | Jorge Nuno Pinto da Costa      |
| seit 2024 | André Villas-Boas              |

#### Trainer
| Zeitraum  | Trainer              |
| --------- | -------------------- |
| 1906–1907 | Catullo Gadda        |
| 1907–1924 | Adolf Cassaigne      |
| 1925–1927 | Akos Tezler          |
| 1927–1928 | Alexandre Cal        |
| 1928–1935 | József Szabó         |
| 1935–1936 | Ferenc Magyar        |
| 1936–1937 | Franz Gutkas         |
| 1937–1942 | Mihaly Siska         |
| 1942–1945 | Lippo Hertzka        |
| 1945–1947 | József Szabó         |
| 1947–1948 | Carlos Nunes         |
| 1947–1948 | Eladio Vaschetto     |
| 1948–1949 | Alejandro Scopelli   |
| 1949–1950 | Augusto Silva        |
| 1949–1950 | Artur de Sousa Pinga |
| 1949–1950 | Francisco Reboredo   |
| 1950–1951 | Anton Vogel          |
| 1950–1951 | Dezső Gencsy         |
| 1951–1952 | Eladio Vaschetto     |
| 1951–1952 | Luis Pasarín         |
| 1952–1953 | Lino Taioli          |
| 1952–1953 | Fernando Vaz         |
| 1952–1953 | Cândido de Oliveira  |
| 1954–1955 | Fernando Vaz         |
| 1955–1956 | Dorival Knippel      |
| 1956–1957 | Flávio Costa         |
| 1957–1958 | Dorival Knippel      |
| 1957–1958 | José Vale            |
| 1957–1958 | Otto Bumbel          |

| Zeitraum  | Trainer            |
| --------- | ------------------ |
| 1958–1959 | Béla Guttmann      |
| 1959–1960 | Ettore Puricelli   |
| 1959–1960 | Ferdinand Daučík   |
| 1961–1962 | György Orth        |
| 1961–1962 | Francisco Reboredo |
| 1962–1963 | Jenő Kalmár        |
| 1963–1964 | Artur Baeta        |
| 1964–1965 | Otto Glória        |
| 1965–1966 | Flávio Costa       |
| 1966–1969 | José Maria Pedroto |
| 1969–1970 | Elek Schwartz      |
| 1969–1970 | Vileirinha         |
| 1970–1971 | Tommy Docherty     |
| 1970–1971 | António Teixeira   |
| 1970–1971 | Artur Baeta        |
| 1970–1971 | António Feliciano  |
| 1970–1971 | António Morais     |
| 1971–1972 | Paulo Amaral       |
| 1972–1973 | Fernando Riera     |
| 1972–1973 | António Feliciano  |
| 1973–1974 | Béla Guttmann      |
| 1974–1975 | Aymoré Moreira     |
| 1974–1975 | Monteiro da Costa  |
| 1975–1976 | Branko Stanković   |
| 1975–1976 | Monteiro da Costa  |
| 1976–1980 | José Maria Pedroto |
| 1980–1982 | Hermann Stessl     |
| 1982–1984 | José Maria Pedroto |
| 1984–1987 | Artur Jorge        |

| Zeitraum  | Trainer              |
| --------- | -------------------- |
| 1987–1988 | Tomislav Ivić        |
| 1988–1989 | Quinito              |
| 1989–1991 | Artur Jorge          |
| 1991–1993 | Carlos Alberto Silva |
| 1993–1994 | Tomislav Ivić        |
| 1994–1996 | Bobby Robson         |
| 1996–1998 | António Oliveira     |
| 1998–2001 | Fernando Santos      |
| 2001–2002 | Octávio Machado      |
| 2002–2004 | José Mourinho        |
| 2004      | Luigi Delneri        |
| 2004–2005 | Víctor Fernández     |
| 2005      | José Couceiro        |
| 2005–2006 | Co Adriaanse         |
| 2006–2010 | Jesualdo Ferreira    |
| 2010–2011 | André Villas-Boas    |
| 2011–2013 | Vítor Pereira        |
| 2013–2014 | Paulo Fonseca        |
| 2014      | Luís Castro          |
| 2014–2016 | Julen Lopetegui      |
| 2016      | José Peseiro         |
| 2016–2017 | Nuno Espírito Santo  |
| 2017–2024 | Sérgio Conceição     |
| 2024–2025 | Vítor Bruno          |
| 2025      | Martín Anselmi       |
| 2025–     | Francesco Farioli    |

#### Bekannte ehemalige Spieler
| Torhüter - Vítor Baía - Iker Casillas - Américo Lopes - Józef Młynarczyk | Abwehrspieler - Aloísio - Bruno Alves - Jorge Andrade - Bandeirinha - Branco - José Bosingwa - Ricardo Carvalho - Jorge Costa - Fernando Couto - Paulo Ferreira - Alberto Festa - Augusto Inácio - Cristian Săpunaru - Pepe - João Pinto - Nuno Valente - Eliaquim Mangala - Danilo Luiz da Silva - Alex Sandro - Alex Telles | Mittelfeldspieler - Dmitri Alenitschew - Anderson - António André - Rui Barros - Nuno Capucho - Costinha - Deco - Diego - Fernando Reges - Ljubinko Drulović - Emerson - Paulo Futre - Lucho González - Fredy Guarín - Pavão - Maniche - Raul Meireles - João Moutinho - António Oliveira - Custódio Pinto - Paulinho Santos - Ion Timofte - Zlatko Zahovič | Stürmer - Vincent Aboubakar - Hugo Almeida - Hélder Postiga - Sérgio Conceição - Teófilo Cubillas - Derlei - Domingos - Fernando Gomes - Hulk - Mário Jardel - Emil Kostadinow - Lisandro López - Rabah Madjer - Benni McCarthy - Ricardo Quaresma - Luís Fabiano - Falcao - Marc Janko - James Rodríguez - Jackson Martínez - Fábio Silva |

#### Transferpolitik
Der FC Porto gilt als einer der wirtschaftlichsten Fußballvereine überhaupt, so stehen von 2007 bis 2012 Transferausgaben über 198 Millionen Euro Einnahmen von 379 Mio. gegenüber. Seit 2003 gab der Verein 284 Mio. Euro für die Verpflichtung von 205 Spielern aus und verbuchte im gleichen Zeitraum Erlöse über 555 Mio.
Der Verein ist für „sein hervorragendes Scouting-System in Südamerika bekannt“: Junge Talente werden mit der hervorragenden Nachwuchsarbeit und den guten sportlichen Aussichten des FC Porto angelockt. Jungen Brasilianern kommt darüber hinaus entgegen, dass in Portugal die gleiche Sprache gesprochen wird wie in ihrer Heimat.
Transfereinnahmen und Ausgaben von der Saison 2015/16 bis 2021/22 (in Millionen):
| Saison | Transfereinnahmen | Transferausgaben | Gesamt |
| 21/22  | 15,37             | 21,5             | - 6,13 |
| 20/21  | 47,5              | 35,05            | 12,45  |
| 19/20  | 112,68            | 32,0             | 80,68  |
| 18/19  | 79,17             | 32,8             | 46,37  |
| 17/18  | 49,8              | 47,91            | 1,89   |
| 16/17  | 82,46             | 34,8             | 47,66  |
| 15/16  | 19,02             | 9,77             | 9,25   |

### Erfolge
- Weltpokal: 2
  - 1987, 2004
- Europapokal der Landesmeister bzw. Champions League: 2
  - 1987; 2004
- UEFA-Pokal bzw. UEFA Europa League: 2
  - 2003; 2011
- UEFA Super Cup: 1
  - 1987
- Iberischer Pokal : 1
  - 1935
- Portugiesische Meisterschaft: 30
  - 1935; 1939; 1940; 1956; 1959; 1978; 1979; 1985; 1986; 1988; 1990; 1992; 1993; 1995; 1996; 1997; 1998; 1999; 2003; 2004; 2006; 2007; 2008; 2009; 2011; 2012; 2013; 2018; 2020; 2022
- Portugiesischer Pokal: 20
  - 1956; 1958; 1968; 1977; 1984; 1988; 1991; 1994; 1998; 2000; 2001; 2003; 2006; 2009; 2010; 2011; 2020; 2022; 2023; 2024
- Portugiesischer Supercup: 24
  - 1981; 1983; 1984; 1986; 1990; 1991; 1993; 1994; 1996; 1998; 1999; 2001; 2003; 2004; 2006; 2009; 2010; 2011; 2012; 2013; 2018; 2020; 2022; 2024
- Portugiesischer Ligapokal: 1
  - 2023
- Campeonato de Portugal: 4
  - 1922; 1925; 1932; 1937
- Portugiesischer Liga-Intercalar: 1
  - 2009
- Portugiesischer Supercup von Porto: 14 1915/16, 1916/17, 1947/48, 1956/57, 1957/58, 1959/60, 1960/61, 1961/62, 1962/63, 1963/64, 1964/65, 1965/66, 1980/81, 1983/84
- Portugiesischer Pokal von Porto: 30  1914/15, 1915/16, 1916/17, 1918/19, 1919/20, 1920/21, 1921/22, 1922/23, 1923/24, 1924/25, 1925/26, 1926/27, 1927/1928, 1928/29, 1929/30, 1930/31, 1931/32, 1932/33, 1933/34, 1934/35, 1935/36, 1936/37, 1937/38, 1938/39, 1940/41, 1942/43, 1943/44, 1944/45, 1945/46, 1946/47
- Portugiesischer Pokal von Porto (Reserve): 32  1932/33, 1933/34, 1934/35, 1935/36, 1929/38, 1939/40, 1942/43, 1944/45, 1945/46, 1946/47, 1953/54, 1954/55, 1956/57, 1959/60, 1960/61, 1961/62, 1963/64, 1964/65, 1965/66, 1968/69, 1969/70, 1970/71, 1971/72, 1972/73, 1973/74, 1989/90, 1990/91, 1991/92, 1992/93, 1993/94
- Joan-Gamper-Trophäe, Barcelona, Spanien
  - 1987
    - FC Porto 2:1 FC Barcelona
    - FC Porto 2:0 FC Bayern München
- Trofeo Teresa Herrera, A Coruña, Spanien
  - 1991
    - FC Porto 1:0 Deportivo La Coruña
- Luis Otero Cup, Pontevedra, Spanien
  - 1962, 1964
- Ciudad-de-Sevilla-Turnier, Sevilla, Spanien
  - 1992
    - FC Porto 2:0 Betis Sevilla
- Centennial Cup, Porto, Portugal
  - 1993
    - FC Porto 3:1 Cruzeiro Belo Horizonte
- Thailand Premier Cup, Bangkok, Thailand
  - 1997
    - FC Porto 2:1 Inter Mailand
    - FC Porto 4:2 Boca Juniors (n. E.)
- Cup Arsenal, Porto, Portugal
  - 1948
- Cup BES, Porto, Portugal
  - 2004; 2005; 2006; 2007; 2008; 2009
- La Coppa Mundialito de Cubes, Mailand
  - 1981
- Turnier de Bergamo, Genova 
  - 2006
- Turnier Paris, Paris
  - 2002
- Turnier International Toronto, Canada
  - 1985
- Turnier Centenario Atalanta, Atlanta
  - 2007
- Cup Thomas Cook, Manchester
  - 2006
- Turnier international Braga, Portugal
  - 2008
- Turnier Peru, Lima, Peru
  - 1975
- Turnier Port of Rotterdam, Rotterdam
  - 2008
- Turnier Luanda, Angola
  - 1969
- Turnier Martini, Mailand
  - 1956
- Seculo Cup, Portugal
  - 1939
- Vitoria Cup, Portugal
  - 1913
- Juan Acuna Cup, La Corunha
  - 2003
- Estadio Luz Cup, Lissabon
  - 1954
- Estadio Sporting Clube Braga, Braga
  - 1950
- Turnier 3 Cidades, Vigo
  - 1913
- Turnier Albufeira Anima, Portugal
  - 2010

### Fans
Es gibt zwei offiziell anerkannte Ultragruppierungen, die den FC Porto unterstützen.
- Super Dragões

Die größere der beiden Gruppierungen wurde am 30. November 1986 in Porto gegründet. Sie umfasst heute etwa 10.000 Mitglieder, aufgeteilt in 110 Zentren. Zahlenmäßig gehört sie also zu den weltweit größten organisierten Fangruppen. Momentaner Präsident ist Fernando Madureira (genannt „Macaco“). Die „Super Dragões“ sind nicht nur in zahlreichen portugiesischen Städten anzutreffen, sondern haben sich auch in europäischen Städten wie Zürich, Brüssel, Paris oder Luxemburg niedergelassen.
- Colectivo Ultras 95

Diese Gruppe bildete sich am 6. Juni 1995 aus einem Zusammenschluss der Fans, die sich regelmäßig in der Nordkurve des Estádio das Antas trafen. Sie grenzen sich von den „Super Dragões“ durch einen alternativern Führungsstil ab: So verzichten sie auf einen Präsidenten, und es gibt eigene Frauengruppen (sog. Girls). Momentan haben die „Ultras 95“ 1000 Mitglieder, verteilt in 21 Untergruppen. Auch sie findet man in mehreren europäischen Städten wie Luxemburg oder Paris.

## Basketball
Zur Basketballabteilung des FC Porto siehe FC Porto (Basketball).

## Billard (Dreiband)
Nachdem der Verein schon 2016 Gastgeber des Coupe d’Europe war und die Silbermedaille hinter dem türkischen Verein Gaziantepspor errang, konnten die Spieler Daniel Sánchez (ESP), Torbjörn Blomdahl (SWE), Rui Manuel Costa (PRT) und João Pedro Ferreira (PRT) beim Coupe d’Europe 2016/17 mit den Türken die Rolle tauschen und erstmals die Goldmedaille und damit die Krone der europäischen Dreiband-Liga gewinnen. Vereinspräsident Jorge Alipio jubelte mit seiner Mannschaft über diesen historischen Sieg. Portugal war schon mehrfach Ausrichter des Dreiband-Weltcups. Im April 1995 fungierte der FC Porto erstmals als Ausrichter dieser Turnierserie und empfing neben den 14 weltbesten Spielern der Weltrangliste insgesamt 32 Queue-Artisten. Danach wurden bis 2019 noch weitere neun Dreiband-Weltcupturniere mit bis zu 149 Teilnehmern in Porto ausgerichtet. Mehrmals hatte der Verein auch den nationalen Mannschafts-Titel im Dreiband gewonnen. Die Austragung des Europapokals fand in den eigenen Räumlichkeiten der Billardabteilung statt, wohingegen der Weltcup im Pavilion Dragão Caixa ausgetragen wurde. Dieser befindet sich direkt auf dem Gelände des Fußballstadions. 2022 gewann der FC Porto zum zweiten Mal den Coupe d’Europe.

## Handball
Für die Handballabteilung siehe FC Porto (Handball).

## Rollhockey
Der FC Porto ist auch ein Spitzenverein des in Portugal relativ beliebten und professionell betriebenen Rollhockey. Der Verein hat zahlreiche nationale und internationale Titel und Trophäen errungen. Höhepunkte sind hier die beiden Erfolge von 1986 und 1990 in der als CERH European League firmierenden Europäischen Champions League, zwei Titel beim UEFA-Pokal Äquivalent CERS Cup in den 1990er Jahren, und zwei Europapokale der Pokalsieger in den 1980er Jahren. Die Rollhockey Abteilung des FC Porto wurde 1955 ins Leben gerufen. Einer der Pioniere war dabei Acúrsio Carrelo, der während seiner Zeit beim Verein sowohl im Rollhockey als auch im Fußball in die Nationalmannschaft Portugals berufen wurde.
Die Spielstätte ist seit 2009 die Dragão Arena.

### Erfolge
- Europaliga: 1986, 1990
- Europapokal der Pokalsieger: 1982, 1983
- CERS Cup: 1994, 1996
- Meisterschaft von Portugal: 1983, 1984, 1985, 1986, 1987, 1989, 1990, 1991, 1999, 2000, 2002, 2003, 2004, 2005, 2006, 2007, 2008, 2009, 2010, 2011
- Pokal von Portugal: 1983, 1985, 1986, 1987, 1988, 1989, 1996, 1998, 1999, 2005, 2006, 2008, 2009, 2020

## Volleyball
Im Volleyball war der Verein ab 1943 bis 1990 aktiv.

### Erfolge
Die Männerteams des Vereins gewannen
- die nationale Meisterschaft Campeonato Português de Voleibol neun Mal (1968/69, 1969/70, 1970/71, 1972/73, 1974/75, 1976/77, 1978/79, 1985/86, 1987/88)
- den nationalen Pokalwettbewerb Taça de Portugal de Voleibol sechs Mal (1967/68, 1969/70, 1970/71, 1971/72, 1986/87, 1987/88)

## Radsport
Im Straßenradsport war der FC Porto von 2016 bis 2022 Namensgeber des UCI Continental Teams W52-FC Porto.